# Šihači Fudžimoto
Šihači Fudžimoto (藤本 四八, Fujimoto Shihachi, 1911, Macuo (dnešní město Iida), Prefektura Nagano – 19. srpna 2006, Otaru) byl japonský fotograf známý svými fotografiemi děl antického umění. Jeho bratr byl Kazuzo Fudžimoto, redaktor uměleckých časopisů a knih o umění.

## Životopis
Narodil se v roce 1911 ve vesnici Macuo, okres Šimoina, prefektura Nagano (v současné době součást města Iida). V roce 1927 se předpokládalo, že bude malířem a zároveň bude pomáhat rodinnému podniku tím, že bude studovat na obchodní škole Iida (v současnosti střední škola Iida Nagahime v prefektuře Nagano). v roce 1931 odjel do Tokia a připojil se k fotografickému studiu Kinsuzuša společnosti Kanamaru Šigemine. O tři roky později změnil zaměstnavatele na Nippon Design. V roce 1937 vstoupil do týmu fotografické agentury Nippon-Kobo, který sponzoroval Jónosuke Natori a pracoval s Kenem Domonem a dalšími v časopise NIPPON. V roce 1938 patřil mezi zakladatele „Studijní skupiny novinářské fotografie pro mládež“ s Kenem Domonem. Mezi další zakladatele patřili: Hiroši Hamatani, Hiroši Kosumi, Šigeru Tamura, Tadahiko Hajaši, Kóhei Kató, Jošijoši Sugijama a další.
V roce 1939 se stal vojenským fotografem a po bitvách na čínské frontě, na Filipínách a v Indočíně se v roce 1940 vrátil do Japonska. Stal se kameramanem společnosti Kokusai Press Craft (nástupce Nihon Kobo). V roce 1941 se svým bratrem Kazuzou a historikem umění a kritikem Momoo Kitagawa fotografoval v chrámu Tangjinji a chrámu Yakushiji buddhistické sochy a architekturu. Tyto fotografie byly během války vystaveny na Výstavě fotografií soch Buddhy v roce 1944.
V roce 1967 se stal viceprezidentem Skupiny japonských realistických fotografů. V roce 1972 vydal knížku Japonská věž od společnosti Learning Research Company.
V roce 1988 se stal předsedou Skupiny japonských realistických fotografů a později působil jako skupinový poradce. Od roku 1988 do roku 1995 byl předsedou Japonské asociace fotografů a během této doby vytvořil pravidlo, které prodloužilo období ochrany autorských práv u fotografií na 50 let po smrti autora, podobně jako u literatury a hudby.
V roce 1995 daroval všechna svá díla Městskému muzeu umění Iida. Od roku 1997 Městské muzeum Iida pořádá na jeho počest fotografickou soutěž Šihači Fudžimoto Šašin Bunka-šó (藤本四八写真文化賞).
Dne 19. srpna 2006 zemřel v nemocnici v Otaru na Hokkaidu v důsledku mozkového krvácení. Bylo mu asi 95 let.
Fudžimotova díla jsou ve stálé sbírce Tokijského metropolitního muzea fotografie.

## Galerie

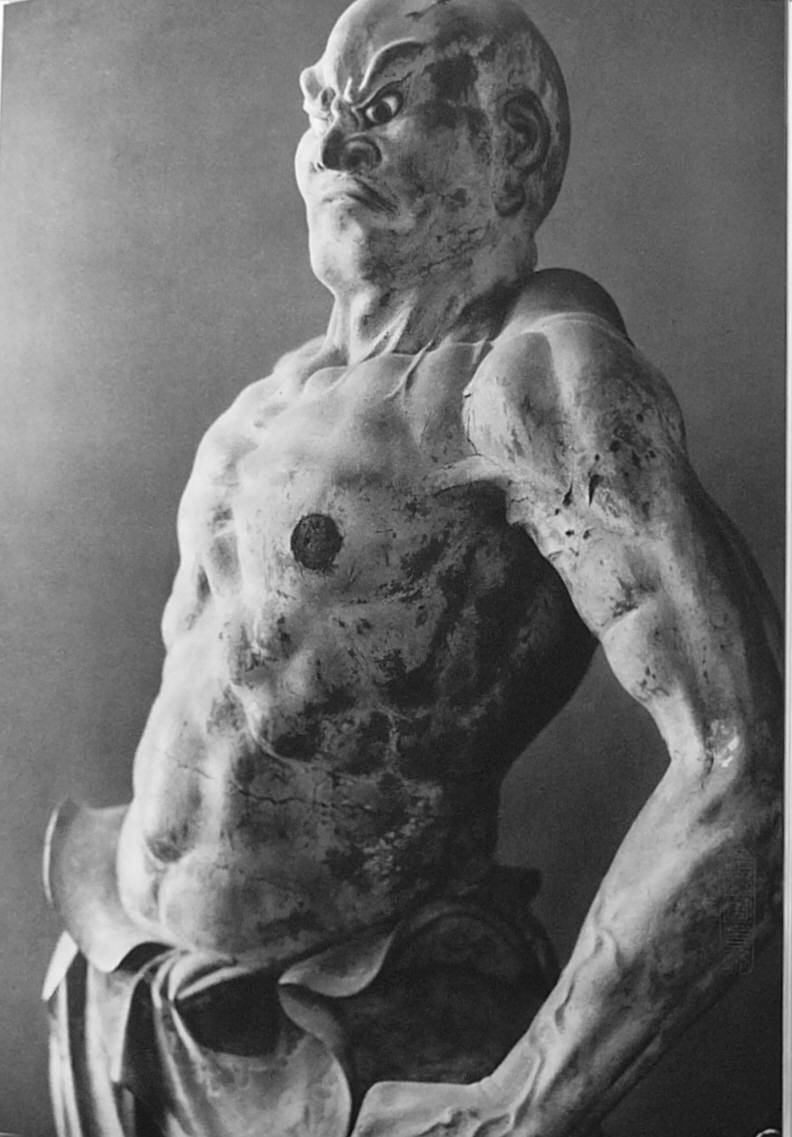
Kongorikiši Kofukuji Ungyou
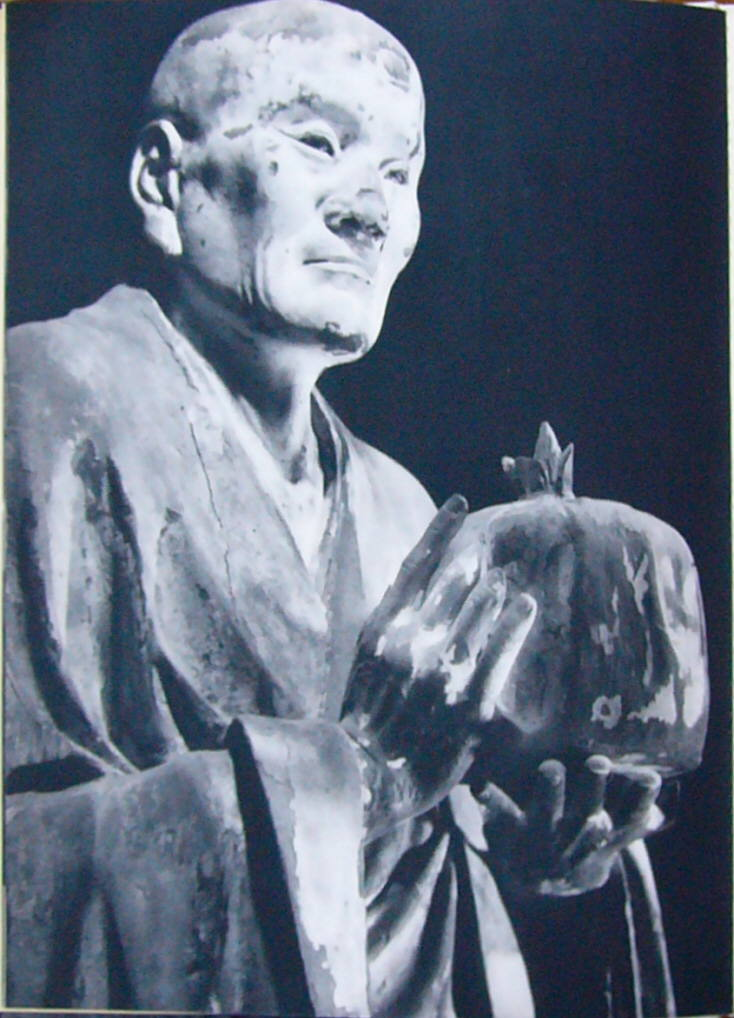
Mujaku Asanga Kofukuji
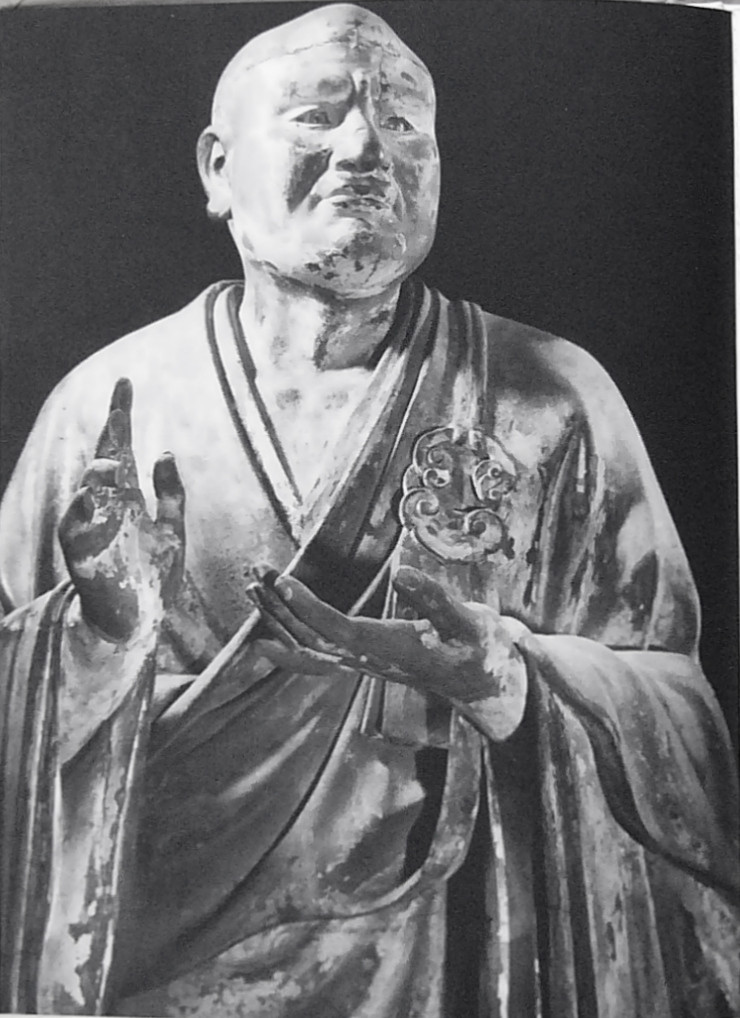
Sešin Vasubandhu Kofukuji
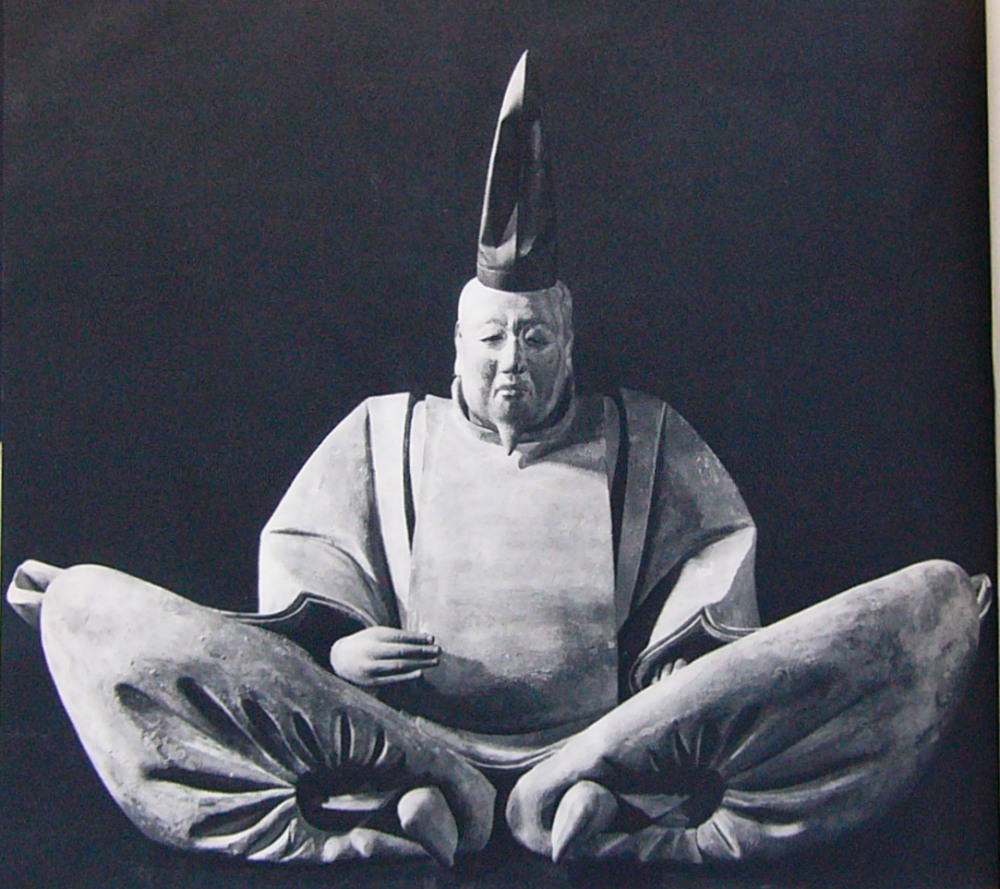
Uesugi Šigefusa